# الهمبر

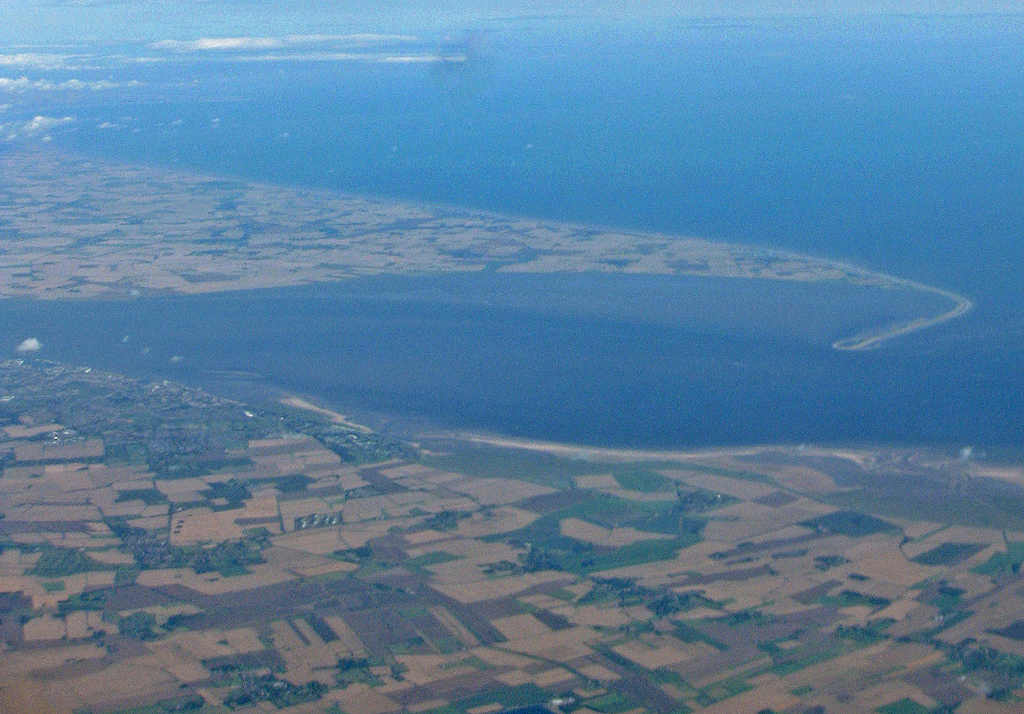
مصب النهر في بحر الشمال واسع المساحة إلا أنه ضحل ويجب تجريف رمال النهر باستمرار لإبقاء الممبر المائي مفتوحا للملاحة.

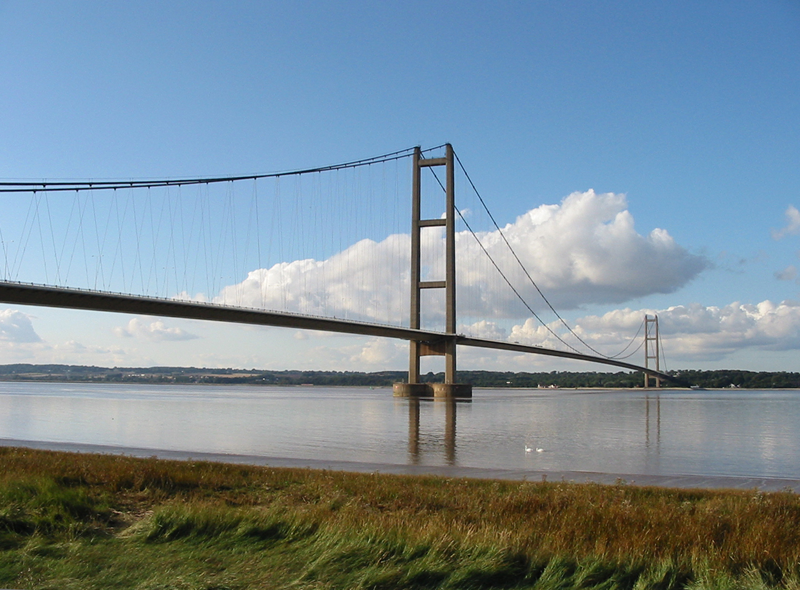
يفصل النهر ما بين مقاطعتين تاريخيتين يوركشير ولينكونشير وبني حديثا جسر الهمبر الذي يربط مدن الضفتين.

الهمبر من أنهار إنجلترا، ينساب تجاه الشرق مخترقًا مقاطعة همبرسايد ويصبُّ في بحر الشمال.

## المسار
ويبلغ طول نهر همبر حوالي 64 كيلو متر، كما يتراوح عرضه بين 1,5 و11 كيلو متر. ويُفْرغ نهر أوزر ونهر ترنت مياههما.
تستطيع البواخر الكبيرة أن تبحر إلى أعلى نهر همْبَر لمسافة تبلغ حوالي 32كم من مصب النهر، ويقع مدينة هل في آخر نقطة في خط معدّيات بحر الشمال وأهم روافده وهي من الشمال إلى الجنوب بيتانتاي ودويلغالاج وسارتانغ .